# Davlat Bobonov
Davlat Bobonov (7 giugno 1997) è un judoka uzbeko, vincitore della medaglia di bronzo olimpica a Tokyo 2020 nella categoria fino a 90 chilogrammi.

## Palmarès
- Giochi olimpici

Tokyo 2020: bronzo nei -90 kg;